# Молуккская амадина
Молуккская амадина (лат. Lonchura molucca) — птица семейства вьюрковых ткачиков отряда воробьинообразных.

## Внешний вид
Длина тела 10—11 см. Окраска оперения чёрно-бело-коричневая. Передняя часть головы, подбородок, щёки, горло и верхняя часть груди чёрные. Затылок, шея, спина коричневые. Поясница белая с тонким чёрным рисунком. Надхвостье и верхние кроющие хвоста белые с чёрно-коричневыми поперечными полосками, пара удлинённых верхних кроющих хвоста чёрная. Главные маховые чёрно-коричневые, второстепенные — светло-коричневые. Рулевые чёрные. Нижняя часть тела от чёрной груди — белая с тонким чёрным или тёмно-коричневым рисунком. Клюв толстый и короткий с черновато-серым надклювьем и серым или голубовато-серым подклювьем. Ноги бледно-серые. Радужка коричневая. Самец и самка окрашены одинаково.
Молодые окрашены в жёлто-коричневые тона. Верх головы до глаз тёмно-коричневый, щёки, кроющие уха жёлто-коричневые, испещрённые черноватым рисунком. Верх тела коричневого цвета. Поясница светло-жёлтая с коричневой штриховкой. Крыло черновато-коричневое. Грудь и бока груди светло-жёлтые с коричневой штриховкой. Низ тела светло-жёлтого цвета, подхвостье со слабой штриховкой.

## Распространение
Обитают в Индонезии на острове Сулавеси, Молуккских, Малых Зондских и некоторых других небольших островах.

## Образ жизни
Населяют рисовые поля, высокотравье, заросли кустарников по краям леса, границы возделанных участков. В горах поднимаются до высоты 100 м над уровнем моря. Живут парами, семейными группами, небольшими стайками. Очень спокойные, совершенно не боящиеся людей птицы. Очень молчаливы, обычно слышна лишь тихая позывка «тр-тр». Питаются в основном разнообразными семенами трав. До сих пор многие подробности биологии молуккских амадин остаются неизвестными.

## Размножение
Сплетённые из травы и растительных волокон шарообразные с боковым летком гнёзда устраивают в ветвях деревьев. В кладке от 4 до 7 яиц.

## Классификация
Ранее вид делили на три подвида, но различия между ними настолько слабы, что в настоящее время эти подвиды не признаются и вид считается монотипичным.

## Содержание
Впервые ввезены в Европу в 1879 году, с тех пор ввозились очень редко.